# Shqipon Bektasi
Shqipon Bektasi, auch Scipon Bektasi oder Shqipon Bektashi, (* 14. September 1990 in Waldshut-Tiengen) ist ein kosovarischer Fußballspieler, der auch die deutsche Staatsangehörigkeit besitzt.

## Verein
Bektasi begann als Fünfjähriger mit dem Fußballspiel beim FC Tiengen 08 und kam 2004 vom SV 08 Laufenburg in die Jugendabteilung des SC Freiburg. Unter dem U-19-Trainer Christian Streich gewann er 2008 die deutsche A-Junioren-Meisterschaft, wobei er im Finale gegen den VfL Wolfsburg den Treffer zum 2:0-Endstand erzielte. Ein Jahr später folgte der Gewinn des DFB-Vereinspokals durch einen Sieg nach Elfmeterschießen gegen Borussia Dortmund, Bektasi gehörte dabei zu den sechs erfolgreichen Elfmeterschützen des SC Freiburg. Zur Saison 2009/10 rückte er in die in der Regionalliga spielende zweite Mannschaft, kam aber bereits am 17. Oktober 2009 per Einwechslung gegen den FC Bayern München zu seinem Bundesligadebüt für den SC Freiburg. Im Jahr darauf blieb er Stammspieler in der U-23 und kam nur zu einem weiteren Einsatz in Profimannschaft.
Zur Saison 2011/12 wurde er für ein Jahr auf Leihbasis vom Drittligisten 1. FC Heidenheim verpflichtet. Nach anfänglicher Verletzung kam er bis zur Winterpause zu zehn Ligaeinsätzen ohne Torerfolg. Obwohl zwei Stammstürmer in der Hinrunde langfristig ausfielen, setzte der Verein auf Neuverpflichtungen (Michael Thurk, Patrick Mayer), Bektasi wurde aus dem Profikader gestrichen und in die Zweitmannschaft von Heidenheim in der Verbandsliga Württemberg versetzt.
Nach seiner Rückkehr nach Freiburg im Sommer 2012 wechselte Bektasi Anfang September 2012 zum Regionalligisten Wormatia Worms. Dort unterschrieb er einen Einjahresvertrag bis Ende Juni 2013. In 25 Einsätzen erzielte er zehn Tore, daraufhin wurde er im Sommer 2013 vom Ligakonkurrenten SV Waldhof Mannheim verpflichtet. Bei den Waldhöfern wurde er in der Saison 2013/14 20 mal eingesetzt und schoss vier Tore. Nach vier Einsätzen in der Saison 2014/15 einigte er sich mit dem Verein auf eine Auflösung seines noch bis zum 30. Juni 2015 laufenden Vertrag, weil er sich in Mannheim und in der Mannschaft nicht mehr wohlfühlte.
Bektasi spielte ab dem 1. September 2014 beim KSV Hessen Kassel und bestritt am 5. September 2014 sein erstes Spiel (Torschütze zum 1:0-Endstand gegen Elversberg). Zur Saison 2016/17 wechselte er zu den Stuttgarter Kickers und von dort zum Süd-West-Regionalligisten TSV Steinbach. Er gewann am 21. Mai 2018 mit dem TSV Steinbach den Hessenpokal und zog so in den DFB-Pokal ein. Im Dezember 2018 wurde bekanntgegeben, dass Bektasis Vertrag beim TSV aufgelöst wurde.
Am 8. Januar 2019 gab der Oberligist Bahlinger SC die Verpflichtung Bektasis bekannt. Er unterschrieb einen Vertrag über 3,5 Jahre bis zum Ende der Saison 2021/22.

## Nationalmannschaft
Am 10. Juni 2010 spielte Bektasi für die Kosovarische Fußballnationalmannschaft in einem Testspiel beim schwedischen Klub Halmstads BK (4:4). In der 39. Minute schoss er dabei das Tor zur zwischenzeitlichen 3:1-Führung.

## Erfolge
- Deutscher A-Junioren-Meister: 2007/08
- Deutscher A-Junioren-Pokalsieger: 2008/09
- Hessenpokalsieger: 2015, 2018